# قوتلوق آتامان
قوتلوق آتامان (ترکی استانبولی: Kutluğ Ataman؛ زادهٔ ۱۹۶۱ در استانبول) فیلم‌ساز و هنرمند معاصر اهل ترکیه است. وی اکنون در لندن، انگلستان سکونت دارد.